# Rahim Abdullah
Rahim Fahim Abdullah (Jacksonville, 22 de marzo de 1976) es un exjugador estadounidense de fútbol americano que ocupaba la posición de linebacker en la Liga Nacional de Fútbol (del inglés: National Football League) y Canadian Football League. Además, jugó fútbol americano universitario en la Universidad Clemson, siendo reclutado por los Cleveland Browns en el Draft de la NFL de 1999; jugó en este equipo hasta el año 2000, para luego trasladarse a Canadá y hacerlo en los Edmonton Eskimos (2002-2004), Calgary Stampeders (2005-2006), Edmonton Eskimos (2007) y Grand Rapids Rampage (2008).

## Estadísticas

### Temporada regular(NFL)
| 1            | 1999 | 3  | 26-09-1999 | 23-188 | CLE | @ | BAL | P 10-17 | 0.0 | 0 | 0 | 1 | 0 | 0 |
|              |      |    |            |        |     |   |     |         |     |   |   |   |   |   |
| 2            | 2000 | 14 | 03-12-2000 | 24-256 | CLE | @ | JAX | P 0-48  | 1.0 | 0 | 0 | 0 | 0 | 0 |
| 3            | 2000 | 16 | 17-12-2000 | 24-270 | CLE |   | TEN | P 0-24  | 1.0 | 0 | 0 | 0 | 0 | 0 |
|              |      |    | 3 juegos   |        |     |   |     |         | 2.0 | 0 | 0 | 1 | 0 | 0 |
| Notas: 1. 2. |      |    |            |        |     |   |     |         |     |   |   |   |   |   |

### Defensas y Fumbles(NFL)
|         |      |        |     |     |    |    |     | Intercepciones defensivas | Intercepciones defensivas | Intercepciones defensivas | Intercepciones defensivas | Intercepciones defensivas | Fumbles | Fumbles | Fumbles | Fumbles | Fumbles | Tackles | Tackles |      |          |
| Año     | Edad | Equipo | Pos | No. | G  | GS | Sk  | Int                       | Yds                       | TD                        | Lng                       | PD                        | FF      | Fmb     | FR      | Yds     | TD      | Tkl     | Ast     | Sfty | Promedio |
| ------- | ---- | ------ | --- | --- | -- | -- | --- | ------------------------- | ------------------------- | ------------------------- | ------------------------- | ------------------------- | ------- | ------- | ------- | ------- | ------- | ------- | ------- | ---- | -------- |
| 1999    | 23   | CLE    | LLB | 55  | 16 | 13 |     | 1                         | 0                         | 0                         | 0                         | 0                         |         |         |         |         |         | 55      | 11      |      | 4        |
| 2000    | 24   | CLE    | lb  | 53  | 13 | 4  | 2.0 |                           |                           |                           |                           |                           |         |         |         |         |         | 16      | 4       |      | 2        |
| Carrera |      |        |     |     | 29 | 17 | 2.0 | 1                         | 0                         | 0                         | 0                         | 0                         |         |         |         |         |         | 71      | 15      |      | 6        |